# Slag bij de Trebia
De Slag bij de Trebia was een veldslag in de Tweede Punische Oorlog bij de rivier de Trebia (de huidige Trebbia) in Noord-Italië. Hier stonden Carthaagse troepen onder leiding van Hannibal tegenover Romeinse troepen onder leiding van Tiberius Sempronius Longus senior, die in 218 v.Chr. consul was.

## Voorgeschiedenis
Na zijn Beleg van Saguntum in Hispania, waarmee de oorlog begon, trok Hannibal met 40.000 man op naar Italië. De oversteek van de Alpen kostte hem een flink gedeelte van zijn troepen. De eerste schermutseling op Italiaans grondgebied was de slag bij de Ticinus. Hierna trok Hannibal verder Italië in, terwijl Publius Cornelius Scipio zich trachtte te hergroeperen bij de kolonie Placentia (het huidige Piacenza) en wachtte op zijn collega Tiberius Sempronius Longus en zijn leger.

## Verloop
De maand december van 218 v.Chr. was bijzonder koud met veel ijs en sneeuw. De troepen van Hannibal hadden hun kamp aan de ene kant van de rivier Trebia, een zijrivier van de Po waardoor het smeltwater vanuit de Apennijnen stroomt. Aan de andere kant van de rivier lagen de troepen van Sempronius. Hannibal had, spijtig genoeg voor Tiberius Longus, opgemerkt dat de rivier ijzig koud was, Polybius zegt hierover:
"Hij had een plaats tussen de twee kampen opgemerkt die vlak en boomloos was, maar wel voor een hinderlaag gebruikt kon worden omdat het doorkruist werd door een waterloop met steile oevers en dichtbegroeid was door braambessen en andere stekelige planten; hij stelde een strategie voor om de vijand hier te verrassen."
Hannibal was via Gallische spionnen Tiberius' plannen te weten gekomen. 's Nachts liet hij 1.000 man lichte troepen en 1.000 cavaleristen in struiken langs de Trebia verbergen, onder het bevel van zijn jongere broer Mago, om een hinderlaag voor te bereiden voor de Romeinen.

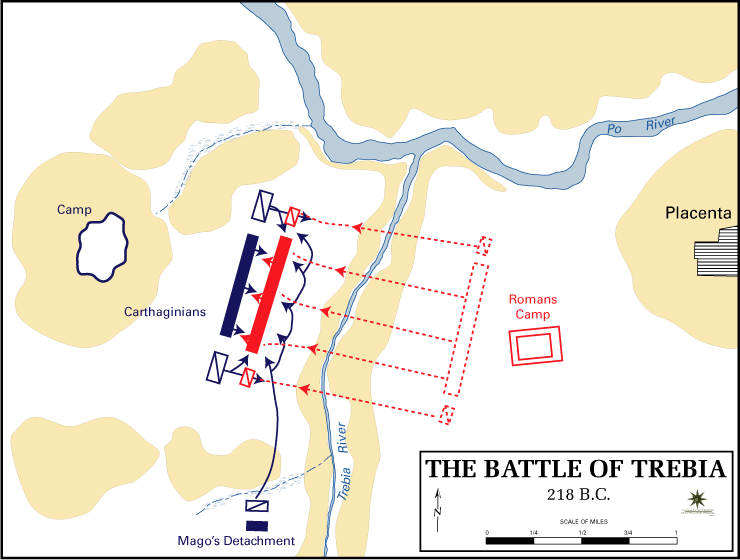
Slag bij de Trebia.
Carthagers
Romeinen

De volgende morgen stuurde Hannibal lichte cavalerie over de rivier om de Romeinen met een schijnaanval uit de tent te lokken. De Romeinen dachten dat ze de aanval met succes hadden afgeslagen en achtervolgden de cavalerie tot de overkant van de rivier, waarna ze optrokken naar de Carthaagse hoofdmacht, die bestond uit een grote groep infanterie die geflankeerd werd door twee groepen cavalerie; zo had Hannibal de Romeinen op klassieke wijze in een hinderlaag gelokt. Al snel raakten de Romeinse flanken gescheiden en omsingeld, deze bestonden uit hastati en principes. Op het moment dat de Romeinse cavalerie door de Carthaagse   (Numidische) cavalerie werd aangevallen kwam Mago uit zijn schuilplaats en viel de Romeinen in de rug aan. De hastati en principes vluchtten toen, maar de triarii bleven staan, zei zorgden ervoor dat Hannibal bijna de slag verloor. 

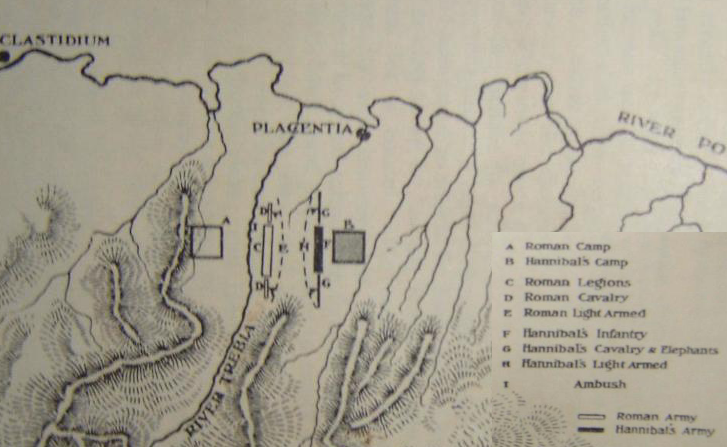
Slag bij de Trebia

Tegelijkertijd werden de Carthaagse olifanten ingezet tegen de Gallische bondgenoten op de Romeinse linkerflank; zulke beesten hadden de Galliërs nog nooit gezien en ze vluchtten al gauw in paniek. De twee Carthaagse cavaleriedivisies die aan beide zijden van de Carthaagse infanterie stonden, konden de Romeinse cavalerie scheiden van de Romeinse infanterie en vielen daarna die Romeinse infanterie langs beide flanken aan. De Romeinen, van wie sommigen door het koude water zo uitgeput waren dat ze hun zwaard amper nog vast konden houden, zaten in de val en werden binnen afzienbare tijd gedwongen om te vluchten, waarbij ze meer dan een derde van hun troepen verloren.

## Gevolgen
De Romeinen waren verbijsterd door Sempronius’ nederlaag; de Senaat maakte onmiddellijk nieuwe plannen om de dreiging vanuit het noorden het hoofd te bieden. In 217 v.Chr. werden nieuwe consuls gekozen: Gnaeus Servilius Geminus and Gaius Flaminius; laatstgenoemde zou een Romeins leger commanderen bij het debacle bij het Trasimeense Meer.
Hoewel het de eerste grote overwinning van Hannibal was, had de slag bij de Trebia niet veel invloed op het verloop van de oorlog. De Romeinen werden bij het Trasimeense Meer en vooral bij Cannae nogmaals zwaar verslagen, maar uiteindelijk bleken de Romeinen meer uithoudingsvermogen te hebben omdat de Carthagers zich te ver van huis hadden gewaagd om op voldoende voorraden en versterkingen te kunnen rekenen. Daarom lukte het Hannibal nooit Rome in te nemen en daarmee de oorlog te winnen.